# Bycatch

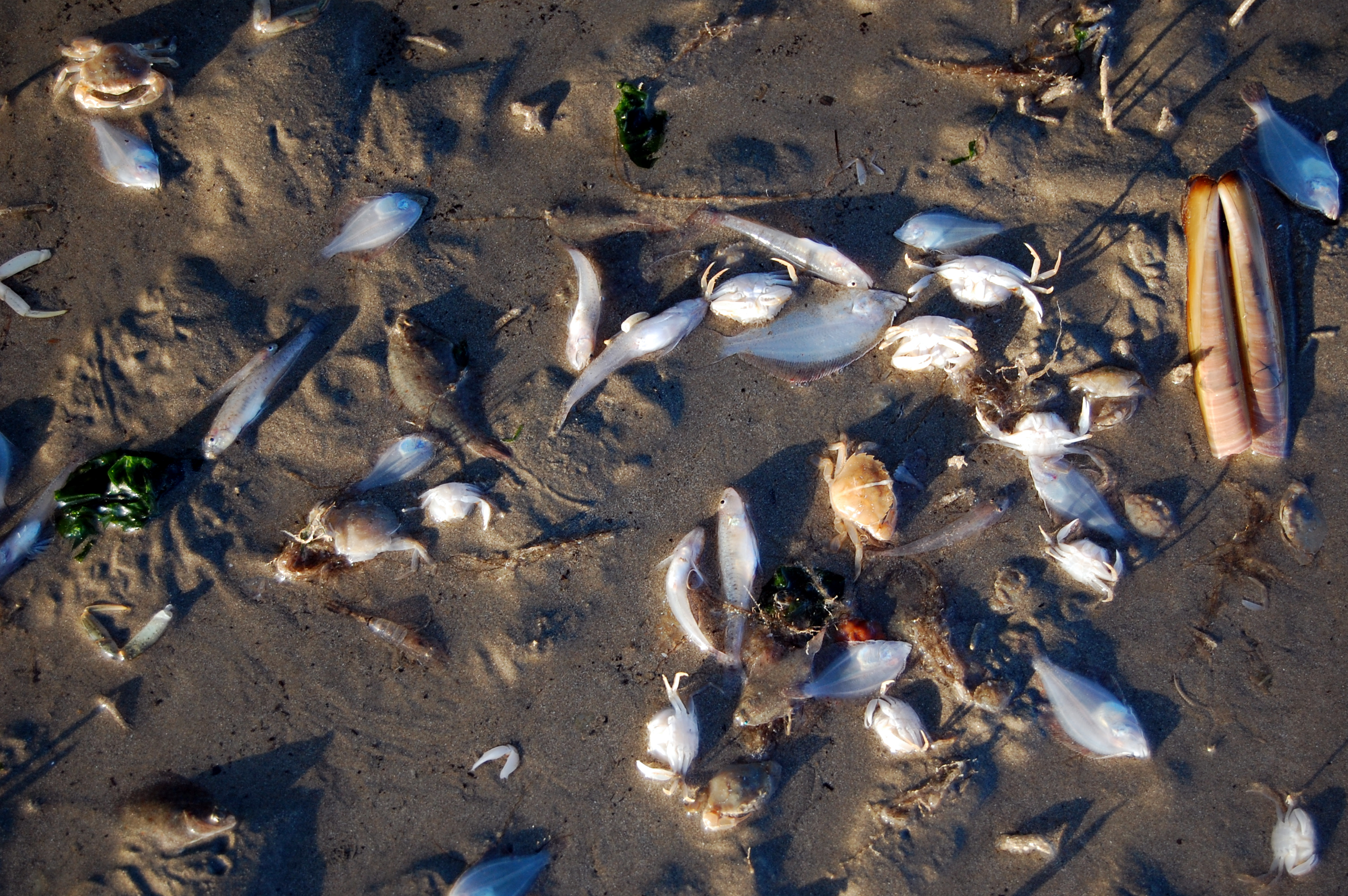
Bycatch della pesca dei gamberetti in Belgio

Il bycatch è un pesce o un'altra specie acquatica catturata involontariamente durante la pesca. È costituito da tutti gli organismi che vengono catturati involontariamente assieme alla specie ricercata (specie target) durante l'attività di pesca sia professionale che, secondariamente, sportiva. Il termine può essere applicato anche ad individui della specie oggetto dell'attività di pesca ma troppo rovinati, di taglia troppo piccola (soprattutto se esiste una misura minima legale per quella specie) o troppo grande per essere commercializzati.
Non sempre il bycatch è una perdita per i pescatori; infatti talvolta è composto da specie commercializzabili anche per mangimistica, in casi estremi perfino di valore superiore a quello della specie target. Si parla in questo caso di bycatch commerciale. La gran parte del bycatch viene comunque scartata. I detriti animali, vegetali, minerali o antropici come conchiglie, pietre, tronchi o rifiuti prendono il nome di debris e non fanno parte del bycatch.

## Effetti sull'ambiente marino

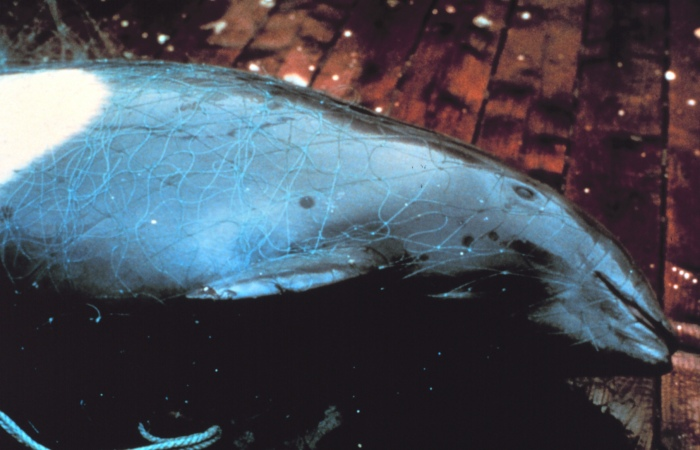
Focenoide catturato in una rete

Il bycatch è composto in prevalenza di pesci, crostacei, molluschi, echinodermi ed altri invertebrati. Suscita particolare interesse e preoccupazione tra i biologi della conservazione il bycatch di specie rare come uccelli marini, cetacei e tartarughe marine - i quali in genere muoiono per annegamento quando vengono intrappolati nelle reti o restano allamati ad un palamito - oppure gli squali.
Molto dannoso per la consistenza degli stock della specie target è naturalmente il bycatch di individui giovanili della stessa specie. Spesso gli individui immaturi di una data specie costituiscono il bycatch di tecniche di pesca diverse da quelle che insidiano gli adulti. Ad esempio i giovanili di tonno rosso nel mar Mediterraneo finiscono talvolta nelle reti da circuizione per sardine e acciughe a cui si associano a causa di un fenomeno noto come "gregarismo per taglia" che porta a formare aggregazioni di individui di specie diverse ma di dimensioni simili.

## Misure per la riduzione del bycatch
La riduzione dell'incidenza del bycatch sul totale del pescato è importante sia da un punto di vista ecologico che da quello economico: i dispositivi in grado di far diminuire le catture accessorie vengono denominati nel complesso BRD (Bycatch Reducer Devices - meccanismi per la riduzione del bycatch). I BRD sono molto diversificati in base alla tecnica di pesca a cui vengono applicati, variano dal divieto di utilizzare reti con maglia inferiore a una certa misura a griglie di selezione che impediscono ad individui più piccoli o più grandi di una determinata taglia di finire nel sacco di una rete a strascico ad ami per palamiti studiati per non essere inghiottiti dalle tartarughe a dissuasori acustici che allontanano i cetacei dalle reti da posta.

## Impatti del bycatch sugli uccelli marini nel mediterraneo
Un caso emblematico degli effetti del bycatch sugli uccelli marini è rappresentato dalla ricorrente mortalità della berta minore (Puffinus yelkouan) nel Mar Tirreno, in particolare lungo le coste di Campania e Lazio. Ogni primavera, durante la stagione riproduttiva, centinaia di esemplari vengono ritrovati morti sulle spiagge, vittime della cattura accidentale in attrezzi da pesca come reti e palangari. Solo nel mese di giugno 2025 sono stati segnalati oltre 280 individui spiaggiati, ma si stima che il numero reale sia significativamente più elevato. Studi condotti dall’Istituto Zooprofilattico del Lazio e della Toscana hanno confermato che molti esemplari presentano segni compatibili con l’imbrigliamento in reti da pesca e morte acuta in mare. La berta minore, specie notturna è classificata come vulnerabile nella Lista Rossa IUCN, si nutre in mare aperto immergendosi per catturare piccoli pesci, comportamento che la espone al rischio di bycatch. La perdita di un genitore durante il periodo di nidificazione può compromettere la sopravvivenza dei pulcini, aggravando l’impatto demografico sulla specie. L’Italia ospita circa il 65% della popolazione mondiale di berta minore, rendendo il fenomeno particolarmente critico per la conservazione globale della specie. Organizzazioni come LIPU, ARDEA e Ornis Italica hanno avviato iniziative di citizen science per monitorare la presenza di berte e attrezzi da pesca lungo il litorale tirrenico, promuovendo al contempo misure di mitigazione come l’uso di dissuasori visivi e la regolamentazione delle attività di pesca nelle aree sensibili. Il fenomeno, considerato sistematico e sottostimato, ha attirato l’attenzione della Commissione Europea, che ha avviato una procedura di infrazione contro l’Italia per la mancata applicazione delle Direttive su Habitat e Uccelli. Gli esperti sottolineano l’urgenza di interventi concreti per prevenire ulteriori perdite in una delle specie simbolo della biodiversità mediterranea.